# سوزانا زاباليتا
سوزانا زاباليتا راموس (بالإسبانية: Susana Zabaleta Ramos)‏ وتعرف اختصارا باسم سوزانا زاباليتا (بالإسبانية: Susana Zabaleta)‏ (30 سبتمبر 1964 بمونكلوفا، كواويلا، المكسيك)، هي مغنية وممثلة مكسيكية.

## حياتها
في 1995، سجلت أول ألبوم لها باسم هل كان حلما؟ (بالإسبانية: ¿O fué un sueño?)‏، وفي 1996، سجلت النسخة الإسبانية لفيلم ديزني، بوكاهونتاس: الألوان في مهب الريح (بالإسبانية: Pocahontas: Los Colores en el viento)‏.
بدأت حياتها المهنية كممثلة في التلفزيون سنة 1993. في 1996، صورت أول فيلم لها خارق (بالإسبانية: Sobrenatural)‏، وهو فيلم رعب من إخراج زوجها دانييل غرينير.
في 1999، شاركت في الفيلم المكسيكي الجنس، الخزي والدموع (بالإسبانية: Sexo, pudor y lágrimas)‏، والتي فازت عن دورها به بجائزة أرييل لأفضل ممثلة.
في السنوات الآخيرة، تعاونت مع الملحن المكسيكي أرماندو مانزانيرو لتسجيل ألبومان: من أ إلى ي (بالإسبانية: de la A a la Z)‏ (2006) ومرتبطة (بالإسبانية: Amarrados)‏ (2009).
في 2011، أطلق أول برنامج لها باسم إدمان سوسانا (بالإسبانية: Susana Adicción)‏.

## أعمالها

### الأفلام
- 1996: خارق (بالإسبانية: Sobrenatural)‏
- 1997: أليسا قبل نهاية العالم (بالإسبانية: Elisa antes del fin del mundo)‏
- 1999: الجنس، الخزي والدموع (بالإسبانية: Sexo, pudor y lágrimas)‏
- 1999: وقائع من وجبة الإفطار (بالإسبانية: Crónica de un desayuno)‏

### المسلسلات
- 1991: ميلاغرو وماغيا (بالإسبانية: Milagro y Magia)‏
- 1996: ظل الآخر (بالإسبانية: La sombra del otro)‏
- 1997: بلدة صغيرة، جحيم كبير (بالإسبانية: Pueblo chico, infierno grande)‏
- 1998: ضوء في الطريق (بالإسبانية: Una luz en el camino)‏
- 2000: أنت قدري (بالإسبانية: Mi Destino Eres Tú)‏
- 2001: سالومي (بالإسبانية: Salomé)‏
- 2003: تحت جلدك (بالإسبانية: Bajo la misma piel)‏
- 2008: الجنس وأسرار أخرى (بالإسبانية: S.O.S.: Sexo y otros Secretos)‏
- 2008: حريق في الدم (بالإسبانية: Fuego en la sangre)‏
- 2012: بالنسبة لها، أنا إيفا (بالإسبانية: Por ella soy Eva)‏

## ديسكوغرافيا
- 1995: هل كان حلما؟ (بالإسبانية: ¿O fué un sueño?)‏
- 1997: Desde el baño (بالإسبانية: Desde el baño)‏
- 2002: الماضي يتكرر مرة أخرى (بالإسبانية: El pasado nos vuelve a pasar)‏
- 2002: عيد الميلاد (بالإسبانية: Navidad)‏
- 2004: أريد أن أكون جميلة (بالإسبانية: Quiero sentir bonito)‏
- 2005: (بالإسبانية: Para darle cuerda al mundo)‏
- 2006: من أ إلى ي (بالإسبانية: De la A a la Z)‏
- 2007: بحثت عنك (بالإسبانية: Te Busqué)‏
- 2009: مرتبطة (بالإسبانية: Amarrados)‏
- 2013: الحس والتعقل (بالإسبانية: La Sensatez Y La Cordura)‏
- 2017: كالملح (بالإسبانية: Como La Sal)‏